# 許文龍
許 文龍（シュー・ウェンロン、きょ ぶんりゅう、台湾語発音：Kho bûn-liông、1928年2月25日 - 2023年11月18日）は、台湾の実業家。奇美実業の創設者。ヴァイオリンの愛好家でもある。

## 人物
日本統治時代の台南州台南市に生まれる。台南州立高級工業学校（現・国立台南高級工業職業学校）機械科卒業。1959年に奇美実業を設立して以降は、自社を世界のABS樹脂生産世界一にまで成長させ、フォーブス誌の世界長者番付にランクインしたこともある。また、週休2日制を国内の他企業に先駆けて実施する、自身は週2日しか出社しない、社員へのボーナスに自社の株を付け加える、セールスマンの全廃、現金決済の重視などを実施した。2004年6月に会長職を辞任。
李登輝と親しく、外交面では、1996年から約4年間総統府の国策顧問を務めたほか、2000年から2006年まで総統府資政を務め、陳水扁総統の相談役として台湾独立運動を支持していることで知られている。しかし、2005年には「台湾と中国は一つの中国に属している。台湾の独立は支持しない。反分裂国家法を支持する」などといった、事実上「一つの中国」を主張する中華人民共和国政府の政治原則に同調する書簡を発表したこともあった。櫻井よしこは、中華人民共和国政府が、中国大陸に進出した奇美実業に圧力をかけたためとしている。櫻井は、「中国経済に寄与したことなど一顧だにせず、感謝もせず、中国経済に貢献した人物をもたたきつぶすこの徹底した冷酷非情と現世利益追求が中国のやり方」と評している。
日本に対しては、「台湾の基礎の殆どは日本統治時代に完成したもの」「日本人が来てまず治安が一挙に良くなり、衛生状態も良くなった」「守る法ができ、税金も清朝統治時代に比べてかなり良くなった」と日本による統治を肯定的に評価しており、また満州国統治も同様の評価がある。慰安婦の強制連行を否定する旨の発言もしている。そのためか中国など反日勢力からは「日本の植民地統治を美化している」として批判を浴びせられることも多い。
蔡焜燦とともに小林よしのりの台湾論に登場している。
また、世界的に価値ある美術品を収蔵する奇美博物館のオーナーも務める。この美術館を建設した動機について許は、「日本時代、台南に日本がつくった博物館（台南州立教育博物館）があり、無料で見せてくれたので、いつも通っていました。」「そこへ通った思い出が忘れられないから」としている。
2005年には市内水上区にある旧台南水道整備に尽力した台湾総督府の技師浜野弥四郎の胸像が戦時中に撤去されたことを嘆き、再製作。当地に寄贈している。
2017年4月に中華統一促進党の党員によって烏山頭ダムにある八田與一の銅像から首が切断されたが、許がレプリカを製作・所持しており、すぐさまそれを提供しての修復が行われ、5月8日に完了、八田の命日である慰霊祭開催に間に合わせた。
2023年11月18日午前に死去。95歳没。訃報は同日、奇美グループが明らかにした。

## 栄典
- 旭日中綬章（2013年） - 東日本大震災で個人資産を義捐金として寄付したほか復興支援に貢献、日台間の経済交流促進にも寄与[7][8]。

## 家族
兄弟に奇美電子（現在は鴻海グループ）の元董事長廖錦祥。その娘（文龍からみて姪）である廖婉如は民主進歩党の立法委員・台中市長、行政院交通部部長（運輸相）を歴任する林佳龍の妻。